# Джон Боулби
Джон Боулби (на английски: John Bowlby) е английски психоаналитик и психиатър, известен с работата си върху вредните ефекти на депривацията от майчини грижи върху развитието на личността и с формулирането на теорията за привързаността, като начин за концептуализиране на връзката на детето с майката.

## Научна дейност
Вярвайки, че влиянието на реалните преживявания на детето със своите родители до голяма степен е било подценявано в обясняването на личностните разстройства и неврозата, Боулби избира реакциите на много малки деца на кратки и дълги раздели от родителите като фокус на своите изследвания. Четиристепенният модел на Боулби на загубата включва:
- фаза на вцепенение, която следва от няколкочасова до едноседмична раздяла с майката или близък (поведението на детето показва неговото нещастие или гняв);
- втората фаза – на копнеж и търсене на изгубения, която трае от месеци до години;
- третата фаза е на дезорганизация и отчаяние;
- четвъртата – на по-високо или по-ниско ниво на организация.

Боулби предлага този модел вместо предложения пред това от него тристепенен модел, в който липсва фазата на вцепенението. Описва също и различните фази на интензивното безпокойство: протест, отчаяние и изтръгване.